# Michel Poon-Angeron
Michel Poon-Angeron (19 aprile 2001) è un calciatore trinidadiano, centrocampista del Portland Hearts of Pine e della nazionale trinidadiana.

## Carriera

### Club
Cresciuto nel Saint Mary's College, nel 2019 si trasferisce in Argentina dove entra a far parte del settore giovanile del Banfield.

### Nazionale
Il 31 gennaio 2021 debutta con la nazionale trinidadiana giocando l'amichevole persa 7-1 contro gli Stati Uniti.

## Statistiche

### Cronologia presenze e reti in nazionale
| Cronologia completa delle presenze e delle reti in nazionale ― Trinidad e Tobago | Cronologia completa delle presenze e delle reti in nazionale ― Trinidad e Tobago | Cronologia completa delle presenze e delle reti in nazionale ― Trinidad e Tobago | Cronologia completa delle presenze e delle reti in nazionale ― Trinidad e Tobago | Cronologia completa delle presenze e delle reti in nazionale ― Trinidad e Tobago | Cronologia completa delle presenze e delle reti in nazionale ― Trinidad e Tobago | Cronologia completa delle presenze e delle reti in nazionale ― Trinidad e Tobago | Cronologia completa delle presenze e delle reti in nazionale ― Trinidad e Tobago |
| Data                                                                             | Città                                                                            | In casa                                                                          | Risultato                                                                        | Ospiti                                                                           | Competizione                                                                     | Reti                                                                             | Note                                                                             |
| -------------------------------------------------------------------------------- | -------------------------------------------------------------------------------- | -------------------------------------------------------------------------------- | -------------------------------------------------------------------------------- | -------------------------------------------------------------------------------- | -------------------------------------------------------------------------------- | -------------------------------------------------------------------------------- | -------------------------------------------------------------------------------- |
| 31-1-2021                                                                        | Orlando                                                                          | Stati Uniti                                                                      | 7 – 1                                                                            | Trinidad e Tobago                                                                | Amichevole                                                                       | -                                                                                | 56’                                                                              |
| 25-3-2021                                                                        | Cojímar                                                                          | Trinidad e Tobago                                                                | 3 – 0                                                                            | Guyana                                                                           | Qual. Mondiali 2022                                                              | -                                                                                | 53’                                                                              |
| 28-3-2021                                                                        | Mayagüez                                                                         | Porto Rico                                                                       | 1 – 1                                                                            | Trinidad e Tobago                                                                | Qual. Mondiali 2022                                                              | -                                                                                |                                                                                  |
| 8-6-2021                                                                         | Santo Domingo                                                                    | Trinidad e Tobago                                                                | 2 – 0                                                                            | Saint Kitts e Nevis                                                              | Qual. Mondiali 2022                                                              | -                                                                                | 46’                                                                              |
| 29-1-2023                                                                        | Port of Spain                                                                    | Trinidad e Tobago                                                                | 2 – 0                                                                            | Sint Maarten                                                                     | Amichevole                                                                       | -                                                                                | 75’                                                                              |
| 11-3-2023                                                                        | Montego Bay                                                                      | Giamaica                                                                         | 0 – 1                                                                            | Trinidad e Tobago                                                                | Amichevole                                                                       | -                                                                                |                                                                                  |
| 14-3-2023                                                                        | Kingston                                                                         | Giamaica                                                                         | 0 – 0                                                                            | Trinidad e Tobago                                                                | Amichevole                                                                       | -                                                                                | 72’                                                                              |
| 24-3-2023                                                                        | Nassau                                                                           | Bahamas                                                                          | 0 – 3                                                                            | Trinidad e Tobago                                                                | CONCACAF Nations League 2022-2023 - 1º turno                                     | -                                                                                | 62’                                                                              |
| 27-3-2023                                                                        | Bacolet                                                                          | Trinidad e Tobago                                                                | 1 – 1                                                                            | Nicaragua                                                                        | CONCACAF Nations League 2022-2023 - 1º turno                                     | -                                                                                | 45’ 69’                                                                          |
| 11-6-2023                                                                        | Chester                                                                          | Trinidad e Tobago                                                                | 1 – 0                                                                            | Guatemala                                                                        | Amichevole                                                                       | -                                                                                | 46’                                                                              |
| 10-9-2023                                                                        | San Salvador                                                                     | El Salvador                                                                      | 2 – 3                                                                            | Trinidad e Tobago                                                                | CONCACAF Nations League 2023-2024 - 1º turno                                     | -                                                                                | 81’                                                                              |
| 13-10-2023                                                                       | Port of Spain                                                                    | Trinidad e Tobago                                                                | 3 – 2                                                                            | Guatemala                                                                        | CONCACAF Nations League 2023-2024 - 1º turno                                     | -                                                                                | 79’                                                                              |
| 17-10-2023                                                                       | Willemstad                                                                       | Curaçao                                                                          | 5 – 3                                                                            | Trinidad e Tobago                                                                | CONCACAF Nations League 2022-2023 - 1º turno                                     | -                                                                                | 46’                                                                              |
| 3-3-2024                                                                         | Malabar                                                                          | Trinidad e Tobago                                                                | 0 – 0                                                                            | Giamaica                                                                         | Amichevole                                                                       | -                                                                                | 86’                                                                              |
| 15-5-2024                                                                        | Port of Spain                                                                    | Trinidad e Tobago                                                                | 2 – 0                                                                            | Guyana                                                                           | Amichevole                                                                       | 1                                                                                | 74’                                                                              |
| 8-6-2024                                                                         | Basseterre                                                                       | Bahamas                                                                          | 1 – 7                                                                            | Trinidad e Tobago                                                                | Qual. Mondiali 2026                                                              | -                                                                                | 67’                                                                              |
| 14-10-2024                                                                       | Bacolet                                                                          | Trinidad e Tobago                                                                | 3 – 1                                                                            | Cuba                                                                             | CONCACAF Nations League 2024-2025 - 1º turno                                     | -                                                                                | 71’                                                                              |
| 17-12-2024                                                                       | Riad                                                                             | Arabia Saudita                                                                   | 3 – 1                                                                            | Trinidad e Tobago                                                                | Amichevole                                                                       | -                                                                                | 60’                                                                              |
| 6-2-2025                                                                         | Montego Bay                                                                      | Giamaica                                                                         | 1 – 0                                                                            | Trinidad e Tobago                                                                | Amichevole                                                                       | -                                                                                | 46’                                                                              |
| 9-2-2025                                                                         | Kingston                                                                         | Giamaica                                                                         | 1 – 1                                                                            | Trinidad e Tobago                                                                | Amichevole                                                                       | -                                                                                | 64’                                                                              |
| Totale                                                                           |                                                                                  | Presenze                                                                         | 20                                                                               |                                                                                  | Reti                                                                             | 1                                                                                |                                                                                  |